# Alloy Agu
Alloysius Uzoma Agu (Lagos, 12 juli 1967) is een voormalig Nigeriaans voetballer die als doelman speelde.
Agu speelde van 1982 tot 1989 voor NEPA Abuja. In 1990 speelde hij kort bij ABC Lagos. Van 1990 tot 1992 speelde hij 45 wedstrijden voor MVV waarna hij tussen 1992 en 1994 in totaal 18 keer voor RFC de Liège uitkwam. Hij beëindigde zijn loopbaan in 1997 na 79 wedstrijden bij Kayserispor.
Hij speelde ook 28 wedstrijden voor het Nigeriaans voetbalelftal.